# Theophilus Jacobäer
Theophilus Jacobäer (* 13. Dezember 1591 in Denkendorf; † 29. Juli 1659 in Pirna) war ein Pirnaer Bürger und Apotheker. Er erlangte Ruhm durch seine Rettungstat für seine Heimatstadt im Jahr 1639 im Dreißigjährigen Krieg.

## Leben und Wirken

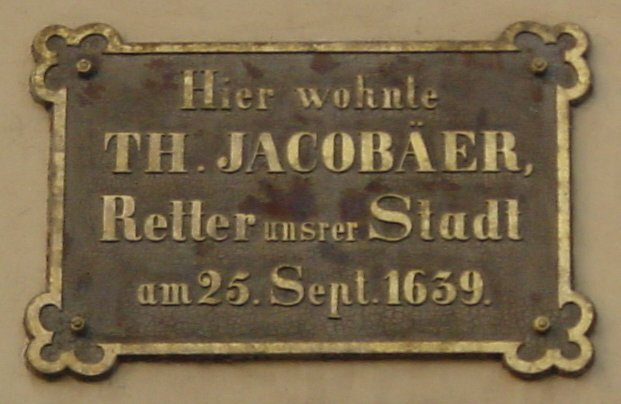
Gedenktafel auf dem Markt in Pirna

Jacobäer war der Sohn des Denkendorfer Pfarrers Johann Negar Jacobäus (* 1550; † 1638). Er erlernte das Apothekerhandwerk bei einem Mitglied der Familie, dem Apotheker Reinhold Jacobäer, der in Calw niedergelassen war.
Vom Schwarzwald aus ging Jacobäer nach Dresden, wo er als Assistent von Jodocus Müller in der Marienapotheke tätig war. Später zog er nach Pirna und arbeitete unter dem Apotheker Johann am Ende. Ende betrieb in einem am Markt gelegenen Haus (heute Am Markt 17) die sogenannte Löwenapotheke, die hier seit 1578 bestand. Nach Endes Tod übernahm Jacobäer 1618 die Apotheke. Zwei Jahre später (1620) heiratete er Johanne Maria am Ende († 1632), die Tochter des verstorbenen Apothekers. Nach dem Tod seiner ersten Frau ehelichte Jacobäer 1633 Anna Maria Martin, Tochter des Advokaten Gottfried Martin.
Im Kriegsjahr 1639 fielen schwedische Truppen unter Feldmarschall Banér in Pirna ein. Die Soldaten plünderten die Stadt und drangsalierten die Einwohner. Die schwedische Besatzungszeit ging als das sprichwörtliche „Pirn'sche Elend“ in die Stadtgeschichte ein. Schließlich sollte die Stadt sogar abgebrannt werden. Um das zu verhindern, ritt Jacobäer am 25. September 1639 zur sächsischen Kurprinzessin Magdalena Sibylle von Brandenburg-Bayreuth an den Dresdner Hof. Die Kurprinzessin, eine Freundin der schwedischen Königin, schrieb einen Bittbrief an Banér und bat ihn, vom Abbrennen der Stadt abzusehen. Als Banér den Brief erhielt, verschonte er die Stadt tatsächlich und zog mit seinen Truppen weiter. Auf diese Weise rettete Jacobäer mit seinem beherzten Einsatz seine Heimatstadt.
In Anerkennung seiner mutigen Leistung übertrug der Rat der Stadt Jacobäer noch 1639 das Amt eines kurfürstlichen Land- und Tranksteuereinnehmers. Zudem erhielt er die Braugerechtsame für sein Haus verliehen. Bereits 1634 wurde Jacobäer in den Rat der Stadt gewählt, er lehnte dieses Amt jedoch aus Arbeitsgründen ab.
Jacobäer wirkte weiter als Apotheker der Löwenapotheke. Noch während des Dreißigjährigen Krieges verstarb 1640 seine zweite Frau Anna Maria. Jacobäers dritte Frau war Johanna Charitas, die Witwe seines ehemaligen Vorgesetzten Jodocus Müller, Inhaber der Dresdner Marienapotheke. Aus Jacobäers Ehen gingen 8 Kinder hervor.
1659 stellte Kurfürst Johann Georg II. einen Privilegienbrief aus, der Jacobäer das Apothekermonopol in einem zwei Meilen Umkreis um die Stadt Pirna garantierte. Bereits 1654 hatte Kurfürst Johann Georg I. den Rat der Stadt Pirna angewiesen, Jacobäers Geschäfte gegen die fahrenden und wandernden Apotheker zu schützen, die ohne Privileg insbesondere auf Jahrmärkten Kräuter und Tinkturen anboten.
Theophilus Jacobäer starb am 29. Juli 1659.

## Erinnerung an Jacobäer
An Jacobäers Rettungstat während des Dreißigjährigen Krieges erinnert heute das Theaterstück „Der Retter“, das seit 2001 wieder regelmäßig zum Stadtfest oder anderen Gelegenheiten von einer Laienschauspielgruppe aufgeführt wird. An den Einfall der Schweden am 23. April 1639 erinnert die jährlich an diesem Tag nachgespielte Belagerung des Rathauses.
Nach Theophilus Jacobäer ist die Jacobäerstraße in der Innenstadt benannt. Eine Gedenktafel befindet sich an seinem ehemaligen Haus auf der Nordseite des Marktplatzes. Die einstmals von Jacobäer betriebene Löwenapotheke bestand hier bis zum Hochwasser 2002.